# Andreas Brehme
Andreas Brehme   (Hamburg, 9 de novembre de 1960 - Múnic, 20 de febrer de 2024) fou un futbolista i entrenador de futbol alemany. Jugava de defensa. Fou l'autor del gol que donà la victòria a Alemanya al Mundial de 1990, de penal, al minut 85 contra l'Argentina.

## Trajectòria
S'inicià al HSV Barmbeck-Uhlenhorst de la seva ciutat natal. Jugà a l'1. FC Kaiserslautern de 1981 a 1986, i més tard de 1993 a 1998, on guanyà copa i lliga alemanyes. Defensà els colors del Bayern de Múnic de 1986 a 1988, on també guanyà la lliga el 1987. També jugà a l'Inter de Milà, on fou campió de lliga i de la copa de la UEFA, i al Saragossa.
Amb la selecció d'Alemanya participà en els Mundials de 1986, on fou finalista, al de 1990, on fou campió, i al de 1994.
Com a entrenador ha dirigit el 1. FC Kaiserslautern de 2000 a 2002, el SpVgg Unterhaching, de segona divisió, i assistent de Giovanni Trapattoni al VfB Stuttgart.

## Palmarès
- Lliga alemanya de futbol: 1998
- Copa alemanya de futbol: 1996
- Copa de la UEFA: 1991
- Copa del Món: 1990
- Futbolista de l'any a Itàlia: 1989
- Lliga italiana de futbol: 1989
- Lliga alemanya de futbol: 1987
- Supercopa alemanya de futbol: 1987